# Marie Dubas
Marie Dubas (Parigi, 3 settembre 1894 – Parigi, 21 febbraio 1972) è stata una cantante francese.

## Biografia
Iniziò come attrice di teatro dopo aver frequentato il Conservatorio di Arte Drammatica, ma diventò rapidamente famosa come cantante. Ispirata dalla famosa Yvette Guilbert, incominciò a cantare nei piccoli cabaret di Montmartre. Il suo successo le consentì di prendere parte ad operette e musical; raggiunse l'apice tra il 1920 e il 1930, in luoghi come il Casinò di Parigi e Bobino. Inaugurò nel 1932 la formula del recital.
La sua canzone più celebre è Mon légionnaire, con le parole di Raymond Asso e la musica di Marguerite Monnot, che incise nel 1936. Ha inoltre interpretato Le Doux Caboulot, da una poesia di Francis Carco),   e nel 1933 La Prière de la Charlotte, di Jehan Rictus.
Molto popolare, intraprese anche una tournée negli Stati Uniti nel 1939.
Marie Dubas fu la principale ispiratrice  di Édith Piaf. Ritornò sul palco nel 1954, alla riapertura de l'Olympia.
Si ritirò nel 1958 (era affetta dalla malattia di Parkinson) e morì a Parigi nel 1972. Fu sepolta nel cimitero di Père-Lachaise.
È una «cantante dimentica».